# Tour der italienischen Rugby-Union-Nationalmannschaft nach Südafrika 1999
| Tour der Italiener nach Südafrika 1999 | Tour der Italiener nach Südafrika 1999 | Tour der Italiener nach Südafrika 1999 | Tour der Italiener nach Südafrika 1999 | Tour der Italiener nach Südafrika 1999 |
| Übersicht                              | S                                      | G                                      | U                                      | N                                      |
| -------------------------------------- | -------------------------------------- | -------------------------------------- | -------------------------------------- | -------------------------------------- |
| Test Matches                           | 2                                      | 0                                      | 0                                      | 2                                      |
| Sonstige Spiele                        | 2                                      | 0                                      | 0                                      | 2                                      |
| Gesamt                                 | 4                                      | 0                                      | 0                                      | 4                                      |
|                                        |                                        |                                        |                                        |                                        |
| Südafrika                              | 2                                      | 0                                      | 0                                      | 2                                      |

Die Tour der italienischen Rugby-Union-Nationalmannschaft nach Südafrika 1999 umfasste eine Reihe von Freundschaftsspielen der italienischen Rugby-Union-Nationalmannschaft. Sie reiste im Juni 1999 durch Südafrika, wobei sie während dieser Zeit vier Spiele bestritt. Darunter waren zwei Test Matches gegen die südafrikanische Nationalmannschaft sowie zwei Spiele gegen Auswahlteams. Die Italiener gingen in sämtlichen Partien als Verlierer vom Feld.
Diese Tour diente als Vorbereitung auf die Weltmeisterschaft 1999 und wurde von verschiedenen Unstimmigkeiten zwischen Verband, Trainer und Spielern überschattet. Da die Vereine sich weigerten, die angeforderten Profispieler freizugeben, reiste eine völlig unerfahrene Mannschaft nach Südafrika. Das 0:101 in Durban im ersten von zwei Test Matches gegen die Springboks war die höchste Niederlage in der Geschichte der Azzurri.

## Spielplan
Hintergrundfarbe rot = Niederlage 

(Test Matches sind grau unterlegt; Ergebnisse aus der Sicht Italiens)
| # | Datum         | Gegner               | Ort            | Stadion              | Ergebnis |
| - | ------------- | -------------------- | -------------- | -------------------- | -------- |
| 1 | 08. Juni 1999 | South West Districts | George         | Outeniqua Park       | 10:47    |
| 2 | 12. Juni 1999 | Südafrika            | Port Elizabeth | Boet Erasmus Stadium | 3:74     |
| 3 | 15. Juni 1999 | Boland               | Wellington     | Boland Stadium       | 17:45    |
| 4 | 19. Juni 1999 | Südafrika            | Durban         | Kings Park Stadium   | 0:101    |

## Test Matches
| 12. Juni 1999 17:15 SAST | Südafrika | 74 : 3         | Italien                | Boet Erasmus Stadium, Port Elizabeth Zuschauer: 29.000 Schiedsrichter: Andrew Cole (Australien) |
| 12. Juni 1999 17:15 SAST | Versuche: Boome du Toit (2) Fleck, Montgomery Paulse (3) Teichmann Terblanche Strafversuch Erhöhungen: du Toit (8) Straftritte: du Toit | (22:3) Bericht | Straftritte: Mazzariol | Boet Erasmus Stadium, Port Elizabeth Zuschauer: 29.000 Schiedsrichter: Andrew Cole (Australien) |

Aufstellungen:
- Südafrika: Selborne Boome, Naka Drotské, Gaffie du Toit, Rassie Erasmus, Robbie Fleck, Robbie Kempson, Percy Montgomery, Pieter Muller, Krynauw Otto, Breyton Paulse, Pieter Rossouw, Werner Swanepoel, Gary Teichmann , André Venter, Cobus Visagie 
 Auswechselspieler: Ollie le Roux, Charl Marais, Japie Mulder, Stefan Terblanche, Albert van den Berg, Dave von Hoesslin, André Vos
- Italien: Carlo Checchinato, Walter Cristofoletto, Manuel Dallan, Giampiero De Carli, Massimo Giovanelli , Luca Martin, Francesco Mazzariol, Giampiero Mazzi, Alessandro Moscardi, Javier Pertile, Franco Properzi-Curti, Fabio Roselli, Stefano Saviozzi, Cristian Stoica, Wim Visser 
 Auswechselspieler: Marco Baroni, Carlo Caione

| 19. Juni 1999 17:15 SAST | Südafrika | 101 : 0        | Italien | Kings Park Stadium Zuschauer: 36.210 Schiedsrichter: Andrew Cole (Australien) |
| 19. Juni 1999 17:15 SAST | Versuche: Drotské Fleck Kayser (3) Marais Montgomery Terblanche (5) von Hoesslin (2) Vos Erhöhungen: du Toit (8) van Straaten (5) | (40:0) Bericht |         | Kings Park Stadium Zuschauer: 36.210 Schiedsrichter: Andrew Cole (Australien) |

Aufstellungen:
- Südafrika: Selborne Boome, Naka Drotské, Gaffie du Toit, Rassie Erasmus, Robbie Fleck, Robbie Kempson, Corné Krige , Willie Meyer, Percy Montgomery, Japie Mulder, Breyton Paulse, Stefan Terblanche, Albert van den Berg, Dave von Hoesslin, André Vos 
 Auswechselspieler: Deon Kayser, Ollie le Roux, Charl Marais, Werner Swanepoel, Braam van Straaten, André Venter
- Italien: Mauro Bergamasco, Carlo Checchinato, Walter Cristofoletto, Massimo Giovanelli , Giampiero De Carli, Luca Martin, Francesco Mazzariol, Giampiero Mazzi, Alessandro Moscardi, Javier Pertile, Franco Properzi-Curti, Fabio Roselli, Stefano Saviozzi, Cristian Stoica, Wim Visser 
 Auswechselspieler: Orazio Arancio, Marco Baroni, Manuel Dallan, Gianluca Faliva, Laurent Travini